# Azobisisobutirronitrile
L'azobisisobutirronitrile (anche 2-2'-azobisisobutirronitrile, abbreviato in AIBN) è un composto chimico organico della categoria degli azocomposti di formula [(CH3)2C(CN)]2N2 e si presenta come una polverina bianca solubile in alcoli ed altri comuni solventi organici, ma non in acqua. Viene spesso utilizzata come agente schiumogeno in materiali plastici e gomme. Funziona da iniziatore per reazioni di polimerizzazione radicalica.

## Meccanismo
Di solito l'AIBN si decompone eliminando una molecola di azoto in forma gassosa e generando due radicali 2-cianoprop-2-il:
Questi radicali avviano la polimerizzazione radicalica.

## Produzione
L'AIBN si produce a partire dall'acetone cianidrina e dall'idrazina e successiva ossidazione.
2 (CH3)2C(CN)OH + N2H4 → [(CH3)2C(CN)]2N2H2 + 2 H2O
[(CH3)2C(CN)]2N2H2 + Cl2 → [(CH3)2C(CN)]2N2 + 2 HCl

## Sicurezza
L'AIBN è più sicuro del benzoilperossido (un altro iniziatore radicalico molto comune) perché il rischio di esplosioni è più basso. Ad ogni modo, è comunque considerato una sostanza esplosiva, che si decompone a temperature superiori a 65 °C. Si raccomanda di maneggiarlo previo utilizzo di guanti e mascherina.